# Astwick
Astwick – wieś w Anglii, w hrabstwie ceremonialnym Bedfordshire, w dystrykcie (unitary authority) Central Bedfordshire. Leży 20 km na południowy wschód od centrum miasta Bedford i 59 km na północ od centrum Londynu.